# Neosebastidae
Neosebastidae (Schorpioenvissen) zijn een familie van straalvinnige vissen uit de orde van Schorpioenvisachtigen (Scorpaeniformes).

## Geslachten
- Maxillicosta Whitley, 1935
- Neosebastes Guichenot, 1867